# 楽聖ショパン
『楽聖ショパン』（A Song to Remember）は、コロンビア ピクチャーズ製作、チャールズ・ヴィダー監督による1945年のアメリカの映画作品で、フレデリック・ショパンの伝記映画である。
第18回アカデミー賞では6部門で候補に挙がった。

## キャスト
※括弧内は日本語吹替（テレビ版）
- フレデリック・ショパン：コーネル・ワイルド（仲村秀生）
- ユゼフ・エルスネル（ヨーゼフ・エルスナー）：ポール・ムニ（肝付兼太）
- ジョルジュ・サンド：マール・オベロン（此島愛子）
- フランツ・リスト：スティーヴン・ベカシー
- コンスタンティア：ニナ・フォック
- ルイ・プレイエル：ジョージ・カラリス
- シグ・アルノシュ
- ダーレン・マクギャヴィン

## 映画賞ノミネート
| 賞           | 部門               | 候補                                                      | 結果       |
| ------------ | ------------------ | --------------------------------------------------------- | ---------- |
| アカデミー賞 | 主演男優賞         | コーネル・ワイルド                                        | ノミネート |
| アカデミー賞 | 原案賞             | エルンスト・マリシュカ                                    | ノミネート |
| アカデミー賞 | 撮影賞（カラー）   | トニー・ゴーディオ、アレン・M・デイヴィ                   | ノミネート |
| アカデミー賞 | 劇・喜劇映画音楽賞 | モリス・W・ストロフ、ロージャ・ミクローシュ               | ノミネート |
| アカデミー賞 | 編集賞             | チャールズ・ネルソン                                      | ノミネート |
| アカデミー賞 | 録音賞             | ジョン・リヴァダリー コロンビア・ピクチャーズ・サウンド部 | ノミネート |